# Direção-Geral de Administração Interna
A Direção-Geral de Administração Interna (AO 1945: Direcção-Geral de Administração Interna) ou DGAI é um serviço central de suporte da administração directa do Estado no âmbito do Ministério da Administração Interna, dotado de autonomia administrativa, responsável pela organização e logística das eleições, referendos e recenseamento eleitoral em Portugal.
. DGAI sucede nas atribuições do Secretariado Técnico dos Assuntos para o Processo Eleitoral (STAPE), Membro-Honorário da Ordem do Mérito a 26 de Abril de 2005 e do Gabinete de Assuntos Europeus (GAE), que se extinguem, e ainda nas atribuições no domínio do estudo e análise das questões relativas a segurança interna, asilo e imigração, previsão e gestão de emergências, do Gabinete de Estudos e de Planeamento de Instalações (GEPI).

## Missão e atribuições
A DGAI tem a missão de produzir informação e conhecimento de suporte à formulação e concretização de políticas de segurança interna nas áreas do planeamento estratégico, relações internacionais e administração eleitoral.

### Administração eleitoral
No âmbito da sua missão como organismo de apoio logístico aos processos eleitorais, o DGAI realiza acções de apoio jurídico, logístico e financeiro às entidades intervenientes nas eleições, nomeadamente, os Governos Regionais e Ministros da República para as Regiões Autónomas, Governos Civis dos Distritos, Câmaras Municipais, Juntas de Freguesia e Comissões Recenseadoras. O STAPE também realiza as operações de escrutínio provisório das actos elitorais, o registo dos eleitos locais e a realização de estudos em matéria eleitoral.
A lei orgânica do DGAI, aprovada pelo Decreto-Lei n.º 78/2007, de 29 de Março, estabelece, no seu artigo 2.º, as seguintes atribuições para o organismo, no âmbito da administração eleitoral:
1. Organizar e apoiar tecnicamente a execução dos referendos e dos processos eleitorais de âmbito nacional, regional, local e da União Europeia;
2. Dirigir os escrutínios provisórios dos actos eleitorais e de outros sufrágios;
3. Assegurar o recenseamento eleitoral e receber e decidir as reclamações nesse âmbito apresentadas pelos cidadãos eleitores;
4. Organizar, manter e gerir a base de dados central do recenseamento eleitoral;
5. Assegurar a estatística do recenseamento e dos actos eleitorais, bem como de outros sufrágios, publicitando os respectivos resultados;
6. Manter actualizada e disponibilizar ao público um sistema de informação dos resultados eleitorais;
7. Organizar o registo dos cidadãos eleitos para os órgãos de soberania, das regiões autónomas e do poder local e para o Parlamento Europeu;
8. Difundir informação pública sobre o sistema e os actos eleitorais;
9. Emitir parecer técnico, a solicitação dos órgãos da administração eleitoral e outros intervenientes e interessados nos processos de recenseamento, eleitorais e referendários;
10. Propor as medidas adequadas à participação dos cidadãos nos processos de recenseamento, eleitorais e referendários;
11. Proceder a estudos em matéria eleitoral;
12. Propor e organizar acções de formação para agentes e técnicos locais da administração eleitoral;
13. Informar e dar parecer sobre matéria eleitoral;
14. Cooperar com as administrações eleitorais de outros países e realizar acções de assistência técnica e observação eleitoral.

## Organização
O DGAI está integrado no Ministério da Administração Interna, sendo chefiado por um Director-Geral e engloba as seguintes Direcções:

### Direcção para a àrea da Administração Eleitoral
- Direcção de Serviços Jurídicos e de Estudos Eleitorais (DEE)
- Direcção de Serviços de Apoio ao Recenseamento e Processo Eleitoral (RPE)

## História institucional
O STAPE foi criado como Secretariado Técnico dos Assuntos para o Processo Eleitoral pelo Decreto-Lei n.º 329/76, de 7 de Maio, como sucessor do Secretariado Técnico dos Assuntos Políticos, criado pelo Decreto-Lei n.º 746/74, de 27 de Dezembro, com os objectivos que ainda mantém. 
Reconhecendo que o papel do STAPE na organização e execução dos processos eleitorais estava devidamente provado, a lei orgânica do Ministério da Administração Interna, aprovada pelo Decreto-Lei n.º 342/77, de 19 de Agosto, alterou a respectiva denominação para Secretariado Técnico para os Assuntos do Processo Eleitoral. Esta nova desigbnação permitiu manter a sigla, por já então estar amplamente vulgarizada, ficando contudo o seu campo de acção claramente delimitado aos aspectos técnicos do processo eleitoral.
Do ponto de vista da evolução normativa, o STAPE regeu-se pelos seguintes diplomas:
- Decreto-Lei n.º 329/76, de 7 de Maio — Cria o Secretariado Técnico dos Assuntos para o Processo Eleitoral.
- Decreto-Lei n.º 342/77, de 19 de Agosto — Lei Orgânica do Ministério da Administração Interna.
  - Decreto Regulamentar n.º 71/79, de 29 de Dezembro — Regulamenta a lei orgânica do Ministério da Administração Interna.
- Decreto-Lei n.º 4/79, de 12 de Janeiro — Estabelece normas relativas ao envio de destacáveis a que se refere o n.º 3 do artigo 23.º da Lei n.º 69/78, de 3 de Novembro.
- Decreto-Lei n.º 162/79, de 30 de Maio — Estabelece normas relativas às atribuições de verbas às autarquias locais para realização das operações de actualização do recenseamento eleitoral.
- Decreto-Lei n.º 137/83, de 21 de Março — Alica às eleições para a Assembleia da República o regime de transferência de verbas previsto no Decreto-Lei n.º 410-B/79, de 27 de Setembro.
- Decreto-Lei n.º 55/87, de 31 de Janeiro — Aprova a Lei Orgânica do Ministério da Administração Interna e revoga os Decretos-Leis n.os 342/77, de 19 de Agosto, e 410/83, de 23 de Novembro.
- Decreto-Lei n.º 15/89, de 11 de Janeiro — Aprova a nova orgânica do Secretariado Técnico dos Assuntos para o Processo Eleitoral (STAPE).
  - Decreto-Lei n.º 29/94, de 5 de Fevereiro — Cria no quadro do Secretariado Técnico dos Assuntos para o Processo Eleitoral (STAPE) o lugar de subdirector-geral.
  - Decreto-Lei n.º 103/99, de 31 de Março — Altera o quadro do pessoal dirigente do Secretariado Técnico dos Assuntos para o Processo Eleitoral (STAPE), aditando um lugar de subdirector-geral.

De acordo com o Plano de Reestruturação da Administração Central do Estado (PRACE), o STAPE em 2005 ocupava 31 funcionários, não estando determinada a respectiva despesa. É um dos organismos cuja extinção é proposta, sendo a suas atribuições trasnferidas para a Comissão Nacional de Eleições (CNE) e para o Ministério da Justiça (o recenseamento eleitoral).
Em Outubro de 2006 é criada a DGAI por extinção do Secretariado Técnico dos Assuntos para o Processo Eleitoral (STAPE), e do Gabinete de Assuntos Europeus (GAE), sucedendo ainda nas atribuições no domínio do estudo e análise das questões relativas a segurança interna, asilo e imigração, previsão e gestão de emergências, do Gabinete de Estudos e de Planeamento de Instalações (GEPI).
- Decreto-Lei n.º 78/2007, de 29 de Março — Aprova a Lei Orgânica da Direcção-Geral de Administração Interna (DGAI).
  - Portaria nº 341/2007, de 30 de Março — Determina a estrutura nuclear dos serviços e as competências das respectivas unidades orgânicas.
  - Despacho nº 19 152/2007 — Estabelece a estrutura orgânica flexível da Direcção-Geral de Administração Interna.